# Styrax roseus
Styrax roseus là một loài thực vật có hoa trong họ Bồ đề. Loài này được Dunn miêu tả khoa học đầu tiên năm 1911.